# PHY

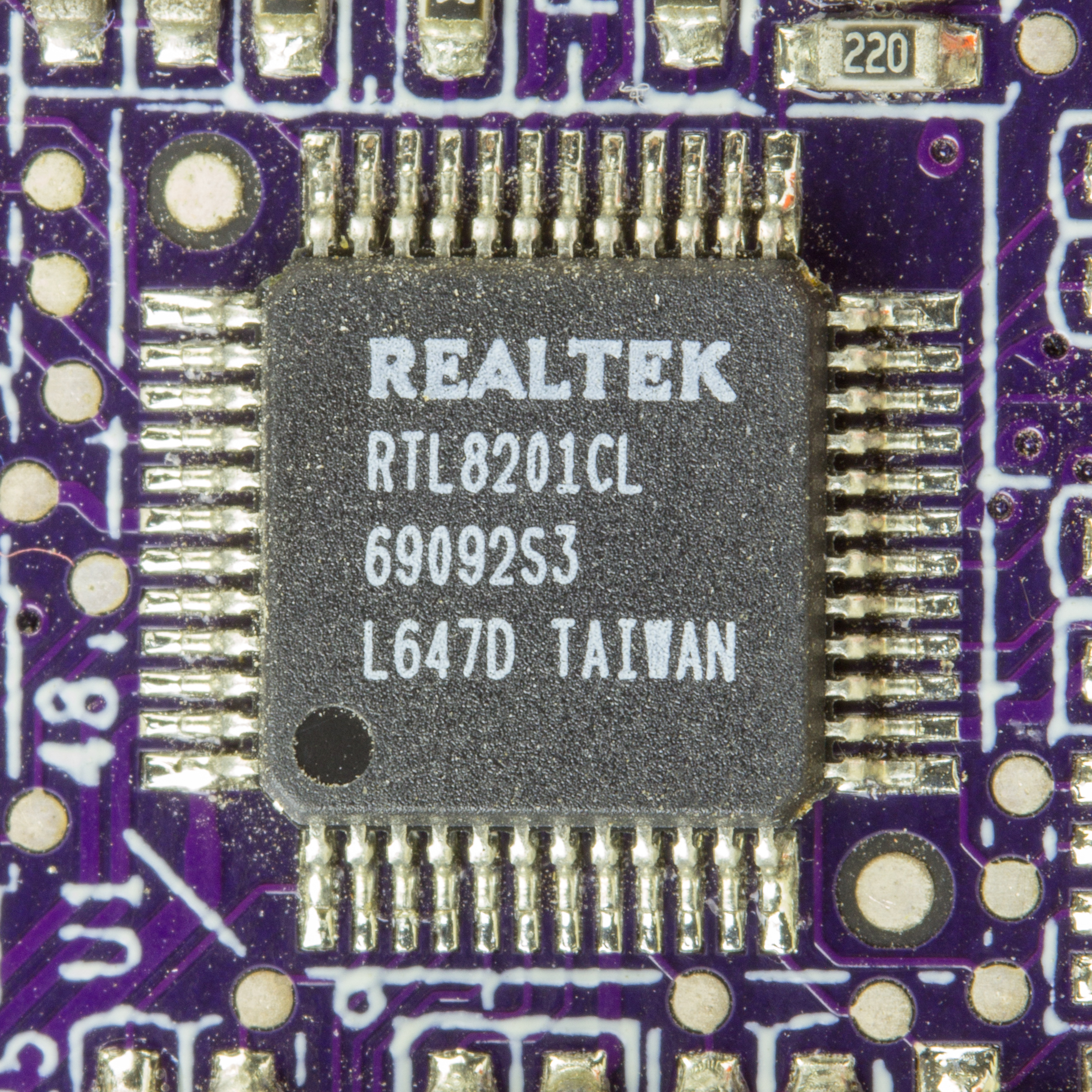
Микросхема Realtek RTL8201Cl: "SINGLE PORT 10/100M. FAST ETHERNET PHYCEIVER".

PHY (аббревиатура от англ. Physical layer — физический уровень) — интегральная схема, предназначенная для выполнения функций физического уровня сетевой модели OSI.
Микросхемы PHY позволяют другим микросхемам канального уровня, называемым MAC, подключиться к физической среде передачи, такой как оптическое волокно или медный кабель. Стандартный микрочип PHY включает в себя модули подуровня физического кодирования (PCS, аббревиатура от англ. Physical Coding Sublayer) и подуровня среды передачи (PMD, аббревиатура от англ. Physical Medium Dependent). Модуль подуровня физического кодирования выполняет функции кодирования и декодирования передаваемого и принимаемого потока данных. Целью кодирования является упрощение процесса восстановления потока данных приёмником.

## Примеры использования
- Беспроводная локальная сеть или Wi-Fi: PHY-часть состоит из тракта радиосигнала, смешанных сигналов и аналоговых частей (которые часто называют трансиверы), и цифровой модулирующей части, которая использует цифровой сигнальный процессор (DSP) и обеспечивает обработку алгоритмов связи, в том числе канальных кодов. Очень часто эти PHY-части интегрированы со слоем управления доступа к среде (MAC) в  реализации система на кристалле (SOC). Другие подобные беспроводные приложения: 3G/4G/LTE, WiMAX, UWB и др.
- Ethernet: чип PHY (PHYceiver) обычно находится на устройствах Ethernet. Его цель заключается в предоставлении доступа аналоговому сигналу к физический среде передачи данных. Для этого обычно используется сочетание чипа Media Independent Interface (MII) или сопряжение с микроконтроллером, который реализует функции более высокого уровня.
- Универсальная последовательная шина (USB): чип PHY интегрирован в большинстве контроллеров USB в хостах или встраиваемых системах и обеспечивает мост между цифровыми и модулированными частями интерфейса.
- ИК-порт: спецификация IrDA включает спецификацию IrPHY для физического уровня передачи данных.
- Serial ATA (SATA): Последовательные контроллеры ATA, такие, как VIA Technologies VT6421, используют PHY.
- Интерфейсы чипов SDRAM
- Интерфейсы чипов флэш-памяти